# ام‌اس‌سی مدلین
ام‌اس‌سی مدلین (به انگلیسی: MSC Madeleine) یک کشتی است که طول آن ۳۴۸٫۵۰ متر (۱٬۱۴۳٫۴ فوت) می‌باشد. این کشتی در سال ۲۰۰۶ ساخته شد.